# Gilles Legardinier
Gilles Legardinier es un escritor y guionista francés nacido el 27 de octubre de 1965 en París, Francia. Autor de gran éxito internacional, recibió el premio SNCF du polar en 2010 por su novela L'Exil des anges.

## Reseña biográfica
Después de haber sido un joven figurante en escenarios de cine en Inglaterra y Estados Unidos, Gilles Legardinier trabajó también como pirotécnico en cine. También dirigió anuncios de publicidad antes de dedicarse a la escritura, creando una agencia de comunicación escrita todavía en funcionamiento y especializada en cine: Coming Soon Productions.
Tras escribir dos thrillers (L’Exil des anges et Nous étions les hommes), firmó su primera comedia, Mañana lo dejo (Demain j’arrête!), que gozó de un gran éxito de público. Desde entonces ha publicado otros 11 libros en varios géneros. Sus novelas han sido traducidas a 20 idiomas y publicada en 24 países.

## Obras
- Mañana lo dejo (Demain j'arrête !, Paris, Éditions Fleuve noir, 2011)
- Días de perros (Complètement cramé !, Paris, Éditions Fleuve noir, 2012)
- Como el perro y el gato (Ça peut pas rater !, Paris, Éditions Fleuve noir, 2014)
- El milagro original (Le Premier Miracle, Flammarion, 2016)
- Una vez en la vida (Une fois dans ma vie, Flammarion, 2017)

- Datos: Q3106352
- Multimedia: Gilles Legardinier / Q3106352